# Onthophagus sellatus
Onthophagus sellatus es una especie de insecto del género Onthophagus, familia Scarabaeidae, orden Coleoptera.

Fue descrita científicamente por Klug en 1845.